# Daniel Afriyie
Daniel Afriyie Barneh (ur. 26 czerwca 2001 w Kumasi) – ghański piłkarz, reprezentant kraju, grający na pozycji pomocnika. Obecnie zawodnik FC Zürich. 

## Kariera klubowa
Afriyie zaczynał w Amansie FC, zanim dołączył do Celtic Academy w Kumasi. Następnie dołączył do Galaxy United, gdzie występował od 2016 do 2017.
W styczniu 2018 Afriyie dołączył do zespołu z najwyższej klasy rozgrywkowej Burkina Faso Rahimo FC, któremu pomógł w sezonie 2018/19 zdobyć mistrzostwo Burkina Faso. Po tym sukcesie wrócił do Ghany i dołączył do Thunder Bolt w Ghana Division Two League i występował tam przez krótki okres. 
15 stycznia 2020 roku podpisał trzyletni kontrakt z Hearts of Oak. Zadebiutował  w lidze 19 stycznia 2020 w wygranym 2:1 wyjazdowym meczu z Liberty Professionals. Wraz z zespołem wygrał mistrzostwo Ghany w sezonie 2020/21, dwukrotnie Puchar Ghany w 2021 i 2022. Dodatkowo Hearts z Afriyie w składzie zdobyło Superpuchar Ghany w 2021 oraz Puchar Prezydenta w 2022. Łącznie przez 3 lata gry w Hearts rozegrał 62 spotkania ligowe, w których strzelił 13 bramek.
3 stycznia 2023 Afriyie oficjalnie dołączył do szwajcarskiego klubu FC Zürich za nieujawnioną kwotę, podpisując kontrakt z klubem do czerwca 2026. 
Aktualne na 3 kwietnia 2025.
| Sezon   | Klub          | Kraj         | Rozgrywki                     | Mecze | Bramki |
| ------- | ------------- | ------------ | ----------------------------- | ----- | ------ |
| 2018/19 | Rahimo        | Burkina Faso | Superdivision du Burkina Faso |       |        |
| 2019/20 | Hearts of Oak | Ghana        | Ghańska Premier League        | 10    | 1      |
| 2020/21 | Hearts of Oak | Ghana        | Ghańska Premier League        | 22    | 3      |
| 2021/22 | Hearts of Oak | Ghana        | Ghańska Premier League        | 26    | 8      |
| 2022/23 | Hearts of Oak | Ghana        | Ghańska Premier League        | 4     | 1      |
| 2022/23 | FC Zürich     | Szwajcaria   | Swiss Super League            | 2     | 0      |
| 2023/24 | FC Zürich     | Szwajcaria   | Swiss Super League            | 35    | 2      |
| 2024/25 | FC Zürich     | Szwajcaria   | Swiss Super League            | 6     | 0      |

## Kariera reprezentacyjna
Afriyie reprezentował Ghanę na poziomie juniorskim w kategoriach do lat 20 i 23. 
Debiut w drużynie narodowej zanotował 10 czerwca 2022 w przegranym 1:4 spotkaniu z Japonią. W tym samym roku został powołany do kadry na Mistrzostwa Świata. Na turnieju pełnił rolę zawodnika rezerwowego. 
Jak dotychczas Afriyie wystąpił w 9 spotkaniach reprezentacji Ghany, w których strzelił 4 bramki. 
Aktualne na 3 kwietnia 2025.
| Mecze i gole w reprezentacji | Mecze i gole w reprezentacji | Mecze i gole w reprezentacji | Mecze i gole w reprezentacji | Mecze i gole w reprezentacji | Mecze i gole w reprezentacji | Mecze i gole w reprezentacji |
| #                            | Data                         | Miasto                       | Przeciwnik                   | Gol                          | Wynik                        | Rozgrywki                    |
| ---------------------------- | ---------------------------- | ---------------------------- | ---------------------------- | ---------------------------- | ---------------------------- | ---------------------------- |
| 1.                           | 10.06.2022                   | Kobe                         | Japonia                      |                              | 1:4                          | towarzyski                   |
| 2.                           | 24.07.2022                   | Cape Coast                   | Benin                        | Gol                          | 3:0                          | Mistrzostwa Narodów Afryki   |
| 3.                           | 30.07.2022                   | Cotonou                      | Benin                        | Gol                          | 1:0                          | Mistrzostwa Narodów Afryki   |
| 4.                           | 28.08.2022                   | Cape Coast                   | Nigeria                      | Gol                          | 2:0                          | Mistrzostwa Narodów Afryki   |
| 5.                           | 03.09.2022                   | Abudża                       | Nigeria                      |                              | 0:2                          | Mistrzostwa Narodów Afryki   |
| 6.                           | 27.09.2022                   | Lorca                        | Nikaragua                    |                              | 1:0                          | towarzyski                   |
| 7.                           | 17.11.2022                   | Abu Zabi                     | Szwajcaria                   |                              | 2:0                          | towarzyski                   |
| 8.                           | 15.01.2023                   | Konstantyna                  | Madagaskar                   |                              | 1:2                          | Mistrzostwa Narodów Afryki   |
| 9.                           | 19.01.2023                   | Konstantyna                  | Sudan                        | Gol                          | 3:1                          | Mistrzostwa Narodów Afryki   |

## Sukcesy
Rahimo
- Mistrzostwo Burkina Faso (1): 2018/19

Hearts of Oak
- Mistrzostwo Ghany (1): 2020/21
- Puchar Ghany (2): 2021, 2022
- Superpuchar Ghany (1): 2021
- Puchar Prezydenta (1): 2022